# Chrysorrhanis
Chrysorrhanis is een geslacht van wantsen uit de familie van de Miridae (Blindwantsen). Het geslacht werd voor het eerst wetenschappelijk beschreven door George Willis Kirkaldy in 1902.

## Soorten
Het genus bevat de volgende soorten:

- Chrysorrhanis daphne Kirkaldy, 1902
- Chrysorrhanis hyalinus (Usinger, 1946)
- Chrysorrhanis lineata (Carvalho, 1979)